# خانه مشیرالممالک
خانه مشیر مربوط به دوره قاجار است و در یزد، خیابان قیام، خیابان ملااسماعیل، کوچه مشیرالممالک، پلاک ۸۶ واقع شده و این اثر در تاریخ ۱۶ دی ۱۳۸۷ با شمارهٔ ثبت ۲۴۴۲۵ به‌عنوان یکی از آثار ملی ایران به ثبت رسیده است.